# 彭城郡
彭城郡（ほうじょう-ぐん）は、中国にかつて存在した郡。漢代から唐代にかけて、現在の江蘇省徐州市および安徽省淮北市にまたがる地域に設置された。

## 概要
紀元前201年（前漢の高帝6年）、劉交が楚王となり、彭城郡・東海郡・薛郡の36県を封領とする楚国が置かれた。紀元前69年（地節元年）、楚王劉延寿が自殺すると、楚国が廃止されて、彭城郡が置かれた。紀元前51年（甘露3年）、定陶王劉囂が楚王に徙封され、再び楚国が立てられた。楚国は徐州に属し、彭城・留・梧・傅陽・呂・武原・甾丘の7県を管轄した。王莽のとき、和楽郡と改められた。
後漢が建てられると、楚郡と改称された。39年（建武15年）に劉英が楚公となり、41年（建武17年）に楚王となって、再び楚国が立てられた。70年（永平13年）、楚王劉英が反乱を計画した罪で廃位されると、楚国が廃止されて、楚郡が置かれた。88年（章和2年）、六安王劉恭が彭城王に徙封され、楚郡は彭城国と改められた。彭城国は彭城・武原・傅陽・呂・留・梧・甾丘・広戚の8県を管轄した。
三国時代の魏のとき、曹拠が彭城王に封じられ、彭城国が置かれた。
西晋が建国されると、司馬権が彭城王に封じられ、彭城国が置かれた。彭城国は彭城・留・広戚・傅陽・武原・呂・梧の7県を管轄した。
南朝宋のとき、彭城郡は彭城・呂・蕃・薛・留の5県を管轄した。
北魏のとき、彭城郡は彭城・呂・薛・留・蕭・睢陵の6県を管轄した。
583年（開皇3年）、隋が郡制を廃すると、彭城郡は廃止されて、徐州に編入された。607年（大業3年）に州が廃止されて郡が置かれると、徐州は彭城郡と改称された。彭城・蘄・穀陽・沛・留・豊・蕭・滕・蘭陵・符離・方与の11県を管轄した。
621年（武徳4年）、唐が王世充を降すと、彭城郡は徐州と改められ、徐州総管府が置かれた。742年（天宝元年）、徐州は彭城郡と改称された。758年（乾元元年）、彭城郡は徐州と改称され、彭城郡の呼称は姿を消した。